# NGC 2281
NGC 2281 (również OCL 446) – gromada otwarta znajdująca się w gwiazdozbiorze Woźnicy. Odkrył ją William Herschel 4 marca 1788 roku. Jest położona w odległości ok. 1,8 tys. lat świetlnych od Słońca.